# Hans Pålsson

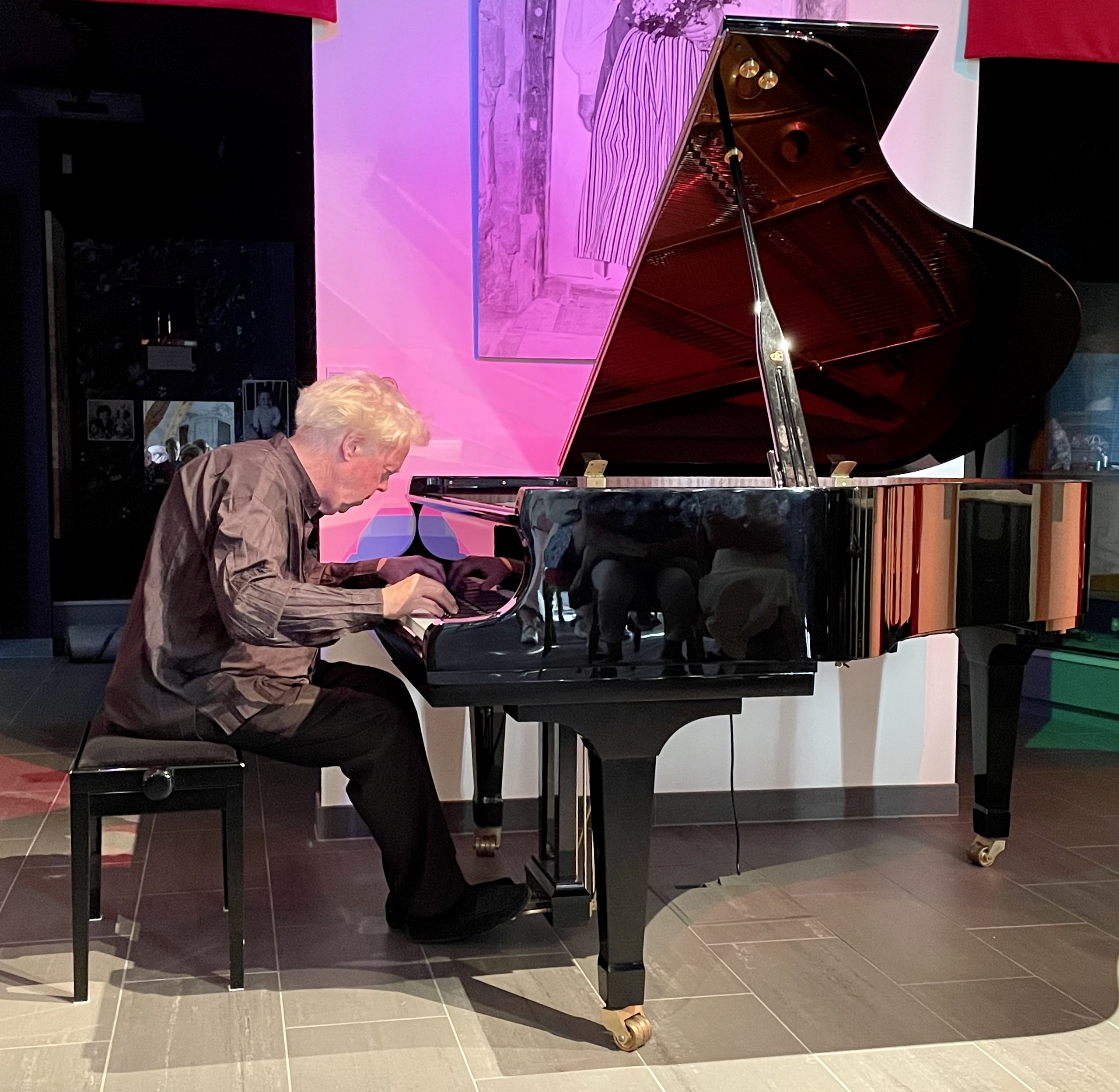
Hans Pålsson vid flygeln på Birgit Nilsson Museum 2025.

Hans Ingvar Pålsson, född 1 oktober 1949 i Helsingborg, är en svensk pianist och professor. Han har studerat piano för Robert Riefling i Köpenhamn och Oslo samt för Hans Leygraf vid Högskolan för musik och teater i Hannover, där han tog solistexamen 1972.
Pålsson är mest berömd för sina tolkningar av verk från wienklassicismen och 1900-talet. Han är sedan 1979 huvudlärare i piano vid Musikhögskolan i Malmö (Lunds universitet) och sedan 1987 professor.
Han medverkade som pianist och berättare i tv-programmet I döda mästares sällskap som leddes och producerades av Marianne Söderberg i fem omgångar åren 1993 till 2000. I Jan Troells film Så vit som en snö hade han en mindre roll som pianolärare. Han utgav 2002 boken Tankar om musik och belönades året därpå med Piratenpriset.

## Priser och utmärkelser
- 1987 – Svenska grammofonpriset
- 1992 – Ledamot nr 880 av Kungliga Musikaliska Akademien
- 1994 – Sydsvenska Dagbladets kulturpris
- 1997 – Litteris et Artibus
- 2003 – Piratenpriset
- 2012 – Medaljen för tonkonstens främjande

## Diskografi (urval)
- 1976 – Masterpieces for Two Pianos, Hans Pålsson och Amalie Malling (BIS-LP-58)
- 1985 – Hans Pålsson, piano - Brahms, Skrjabin, Schumann, Reger (Malmö Audioproduktion MAP R-8501)
- 1986 – Hans Pålsson, piano, musik av Ingvar Lidholm, Bo Nilsson, Jan Carlstedt, Torsten Nilsson, Daniel Börtz, Johannes Jansson, Gunnar Bucht (Malmö Audioproduktion MAP R-8609)
- 1991 – Lars-Erik Larsson: Concertino för piano och stråkorkester (BIS-CD-473/74)
- 1992 – Torsten Nilsson: Pianokonserter, Suite for Grand Piano (Caprice Records CAP 21417)
- 1993 – Modern Swedish Piano Music (BIS-CD-579)
- 1994 – Sergej Prokofjev, César Franck, Gabriel Fauré: Sonater för cello och piano (BIS-CD-35)
- 1994 – A Pianistic Offering, Hans Pålsson/Eva Knardahl/László Simon (BIS-CD-36)
- 1994 – Schubert, (Chamber Sound CSCD 94010)
- 1996 – Mozart: Sonatas & Fantasias (Chamber Sound CSCD 96016)
- 1996 – Lars-Erik Larsson: Piano Music (BIS-CD-758)
- 1997 – I döda mästares sällskap, CD 1-3 (Naxos 8.503023; delar av denna samling finns också utgivna på annat bolag)
- 1997 – Brahms (Chamber Sound CSCD 97019)
- 1998 – I döda mästares sällskap, CD 4: Från barock till nutid (Naxos 8.553934)
- 1998 – Beethoven: Diabellivariationer (Chamber Sound CSCD 98024)
- 2000 – I döda mästares sällskap, CD 5: Levande tradition (Naxos 8.554794)
- 2001 – Dedicated to Hans Pålsson, musik av Gustaf Paulson, Torsten Nilsson, Gunnar Bucht, Gunnar Jansson, Daniel Börtz, Rolf Martinsson och Erland von Koch (Chamber Sound CSCD 00032)
- 2001 – Svensk pianomusik vol 1: Skärgårdsskisser, musik av Nils Björkander, Yngve Sköld, Bror Beckman, Gustaf Heintze, Ingemar Liljefors, Gottfrid Berg och Lennart Lundberg (Musica Sveciae Modern Classics)
- 2005 – Torsten Nilsson: Works for organ and piano, Hans Hellsten/Hans Pålsson (dB Productions DBPCD 092)
- 2007 – Hans Pålsson, musik av Johann Sebastian Bach, Carl Philipp Emanuel Bach, Haydn, Mozart, Beethoven, Schubert och Robert Schumann (Mårtensson LM 200601)

## Filmografi
- 2001 – En förälskelse
- 2001 – Så vit som en snö
- 2007 – Färgklang